# جوش غابرييل
جوش غابرييل هو لاعب كرة قدم غرينادي، ولد في 30 نوفمبر 1999. لعب مع Alderson Broaddus Battlers men's soccer ‏.

## وصلات خارجية
- جوش غابرييل على موقع قاعدة بيانات كرة القدم.إي يو (الإنجليزية)
- جوش غابرييل على موقع ناشيونال فوتبول تيمز (الإنجليزية)
- جوش غابرييل على موقع Soccerway.com (الإنجليزية)